# Song Dandan
Song Dandan (chinois simplifié : 宋丹丹 ; pinyin : Sòng Dāndān) née en 1961 à Pékin, est une actrice chinoise spécialisé dans le théâtre.

## Biographie et carrière
Elle a été formée et a commencé le théâtre en 1989. Cela lui a apporté un très grand succès. Ensuite, elle partit avec ses partenaires Huang Hong (en) et Zhao Benshan pour aller jouer les pièces de théâtre Anti-family plan Guerilla, et Yesterday today and Tomorrow ; dans d'autres villes que Pékin. À la télévision, son rôle le plus célèbre fut dans I Love My Family (我 爱 我 家). Ces dernières années, Song Dandan a joué dans la série télévisée Home with Kids (家有儿女). Song a joué en 2004 dans le film Le Secret des poignards volants, interprétant Yee.